# Tydówka
Tydówka – wieś w Polsce położona w województwie łódzkim, w powiecie łowickim, w gminie Kiernozia.
| SIMC    | Nazwa    | Rodzaj    |
| ------- | -------- | --------- |
| 0567161 | Bargowie | część wsi |
| 0567178 | Olszyny  | część wsi |
| 0567184 | Przecze  | część wsi |

W latach 1975–1998 miejscowość administracyjnie należała do województwa płockiego.